# Alexander Fløtkjær
Alexander Oluf Christian Fløtkjær (15. april 1892 i København – 23. oktober 1964 smst) var en dansk fagforeningsmand og politiker.
Fløtkjær var søn af blikkenslager Oluf Fløtkjær og hustru Amalie f. Andersen og kom i lære som skibstømrer hos Burmeister & Wain 1906-11. Han var også på ophold i England 1914-18 og studieophold på Ruskin College i Oxford 1924 og blev udlært som skibstømrer i 1918. Han var dernæst ansat ved Københavns Havnevæsen i et tiår, 1924-1934. Fra 1920 var han medlem af Skibstømrernes Fagforening, hvor han i 1932 blev valgt til formand. Fra 1933 var han desuden direktør for Arbejdernes Fællesorganisations Brændselsforretning, og fra 1936 var han tillige medlem af Københavns Havnebestyrelse.
I 1929 blev han valgt ind i Københavns Borgerrepræsentation for Socialdemokratiet, og i oktober 1942 valgtes han til formand herfor, hvilket han var indtil 1946. 1939-1945 var han også medlem af Landstinget.
Derudover var han medlem af Socialdemokratiets forretningsudvalg fra 1931, af Ligningsrådet 1938-40 og af Københavns Skatteråd fra 1944, direktør for A.F.B. Benzin og Olie A/S, medlem af Københavns Idrætsparks repræsentantskab, formand for Friluftsrådet, medlem af repræsentantskabet for Dansk Kulturfilm og af bestyrelsen for Teknisk Selskab og for Fællesrådet for Arbejdernes Brændselsvirksomheder i Danmark, medlem af Brændselsolienævnet og af indkøbscentralen for benzin, petroleum og brændselsolie samt medlem af bestyrelsen for Polimport A/S og for Alliance A/S.